# More Than Friends
Cet article concerne la chanson. Pour la série télévisée, voir More Than Friends (série télévisée).
Singles de Inna
INNdiA
(2012) Be My Lover
(2013)
Singles par Daddy Yankee
Limbo
(2012)
More Than Friends est une chanson de la chanteuse roumaine Inna, en collaboration avec l'artiste reggaeton et hip-hop porto-ricain Daddy Yankee. Il s'agit du quatrième single issu de son troisième album studio, Party Never Ends. Écrite et produite par le compositeur danois Thomas Troelsen, elle a été publiée internationalement le 18 janvier 2013, avec son vidéo-clip l'accompagnant qui est sorti le même jour sur YouTube, sans les parties vocales de Daddy Yankee . Cependant, la version du clip avec son couplet a été publié sur YouTube le 4 février 2013 .

## Liste des pistes et formats
More Than Friends (Versions Officielles)
1. More Than Friends (featuring Daddy Yankee) 3:57

More Than Friends (Remixes Officiels) 
1. More Than Friends (Radio Edit Version) 3:05
2. More Than Friends (Radio Edit Version) [feat. Daddy Yankee] 3:58
3. More Than Friends (Adi Perez Radio Edit) [feat. Daddy Yankee] 4:25
4. More Than Friends (Futurism Radio Edit) 3:52
5. More Than Friends (Odd Radio Edit) [feat. Daddy Yankee] 3:06
6. More Than Friends (Odd Dubstep Radio Edit) [feat. Daddy Yankee] 3:17
7. More Than Friends (Notrack Remix) [feat. Daddy Yankee] 3:23
8. More Than Friends (Hot & Cute and Miss Cady Remix) 4:43
9. More Than Friends (Extended Version) [feat. Daddy Yankee] 4:53
10. More Than Friends (Adi Perez Club Remix) [feat. Daddy Yankee] 6:14
11. More Than Friends (Futurism Club Remix) 6:47
12. More Than Friends (Odd Club Remix) [feat. Daddy Yankee] 5:47
13. More Than Friends (Odd Dubstep Club Remix) [feat. Daddy Yankee] 4:34
14. More Than Friends (Protoxic Remix) 6:23

## Crédits
- Inna - voix, composition
- Daddy Yankee - voix, composition
- Thomas Troelsen – composition, arrangement, coproduction

## Classement hebdomadaire
| Classement (2013)               | Meilleure position |
| ------------------------------- | ------------------ |
| Belgique (Wallonie Ultratip 50) | 8                  |
| France (SNEP)                   | 92                 |
| Pologne (Dance Top 50)          | 1                  |
| Roumanie (Romanian Top 100)     | 20                 |
| Slovaquie (IFPI Rádio)          | 18                 |
| Espagne (PROMUSICAE)            | 8                  |

## Historique de sortie
| Pays        | Date            | Format                          | Label                        |
| ----------- | --------------- | ------------------------------- | ---------------------------- |
| Roumanie    | 18 janvier 2013 | Radio, téléchargement numérique | Roton Romania                |
| Pologne     | 23 janvier 2013 | Radio, téléchargement numérique | Roton Romania                |
| Suisse      |                 | Radio, téléchargement numérique | Roton Romania                |
| Italie      | 31 janvier 2013 | Radio, téléchargement numérique | Roton Romania                |
| Allemagne   | 15 janvier 2013 | Radio, téléchargement numérique | Roton Romania                |
| France      | 14 avril 2013   | Radio, téléchargement numérique | Roton Romania                |
| Espagne     | 23 avril 2013   | Radio, téléchargement numérique | Roton Romania                |
| Suède       | 26 avril 2013   | Radio, téléchargement numérique | Roton Romania                |
| Danemark    | 26 avril 2013   | Radio, téléchargement numérique | Roton Romania                |
| Norvège     | 26 avril 2013   | Radio, téléchargement numérique | Roton Romania                |
| Royaume-Uni | 24 juin 2013    | Radio, téléchargement numérique | 3 Beat, All Around the World |